# Stéphane Yelle
Pour les articles homonymes, voir Stéphane et Yelle.
Stéphane Yelle, (né le 9 mai 1974 à Bourget, dans la province de l'Ontario au Canada) est un joueur Canadien professionnel retraité de hockey sur glace.

## Carrière de joueur
Yelle fut choisi par les Devils du New Jersey au cours du repêchage d'entrée dans la LNH 1992 au 8e tour (186e choix).
Le 1er juin 1994, il fut échangé aux Nordiques de Québec mais ne jouera pas pour la franchise. Il passera la saison 1994-1995 à jouer avec les Aces de Cornwall de la Ligue américaine de hockey. L'année suivante, il fait cependant partie des plans de l'entraîneur de la franchise des Nordiques, alors renommée Avalanche du Colorado. Il gagne la Coupe Stanley dès sa première saison dans la Ligue nationale de hockey. Il restera au Colorado jusqu'à la fin de la saison 2001-2002 et y gagnera une seconde Coupe Stanley (en 2001).
Au cours de l'été 2002, il rejoint les Flames de Calgary avec qui il atteint la finale de la Coupe Stanley l'année d'après (2004). La franchise perd la finale contre le Lightning de Tampa Bay en sept matchs. Yelle est néanmoins un des joueurs importants de la franchise tout au long de la saison et des séries.
Le 10 mai 2006, il signe une prolongation de contrat avec les Flames de deux ans. Le 3 septembre 2008, il signa une entente avec les Bruins de Boston. Il signe un contrat d'un an le 19 août 2009 avec les Hurricanes de la Caroline.
Le 3 mars 2010, il retourne avec l'Avalanche du Colorado alors que ceux-ci l'obtiennent avec Harrison Reed des Hurricanes en retour de Cédric Lalonde-McNicoll et d'un choix au repêchage.

## Statistiques
| Saison     | Équipe                    | Ligue      |     | Saison régulière | Saison régulière | Saison régulière | Saison régulière | Saison régulière |    | Séries éliminatoires | Séries éliminatoires | Séries éliminatoires | Séries éliminatoires | Séries éliminatoires |
| Saison     | Équipe                    | Ligue      | PJ  | B                | A                | Pts              | Pun              | PJ               | B  | A                    | Pts                  | Pun                  |                      |                      |
| 1991-1992  | Generals d'Oshawa         | LHO        | 55  | 12               | 14               | 26               | 20               | 7                | 2  | 0                    | 2                    | 2                    |                      |                      |
| 1992-1993  | Generals d'Oshawa         | LHO        | 66  | 24               | 50               | 74               | 20               | 10               | 2  | 4                    | 6                    | 4                    |                      |                      |
| 1993-1994  | Generals d'Oshawa         | LHO        | 66  | 35               | 69               | 104              | 22               | 5                | 1  | 7                    | 8                    | 2                    |                      |                      |
| 1994-1995  | Aces de Cornwall          | LAH        | 40  | 18               | 15               | 33               | 22               | 13               | 7  | 7                    | 14                   | 8                    |                      |                      |
| 1995-1996  | Avalanche du Colorado     | LNH        | 71  | 13               | 14               | 27               | 30               | 22               | 1  | 4                    | 5                    | 8                    |                      |                      |
| 1996-1997  | Avalanche du Colorado     | LNH        | 79  | 9                | 17               | 26               | 38               | 12               | 1  | 6                    | 7                    | 2                    |                      |                      |
| 1997-1998  | Avalanche du Colorado     | LNH        | 81  | 7                | 15               | 22               | 48               | 7                | 1  | 0                    | 1                    | 12                   |                      |                      |
| 1998-1999  | Avalanche du Colorado     | LNH        | 72  | 8                | 7                | 15               | 40               | 10               | 0  | 1                    | 1                    | 6                    |                      |                      |
| 1999-2000  | Avalanche du Colorado     | LNH        | 79  | 8                | 14               | 22               | 28               | 17               | 1  | 2                    | 3                    | 4                    |                      |                      |
| 2000-2001  | Avalanche du Colorado     | LNH        | 50  | 4                | 10               | 14               | 20               | 23               | 1  | 2                    | 3                    | 8                    |                      |                      |
| 2001-2002  | Avalanche du Colorado     | LNH        | 73  | 5                | 12               | 17               | 48               | 20               | 0  | 2                    | 2                    | 14                   |                      |                      |
| 2002-2003  | Flames de Calgary         | LNH        | 82  | 10               | 15               | 25               | 50               | -                | -  | -                    | -                    | -                    |                      |                      |
| 2003-2004  | Flames de Calgary         | LNH        | 53  | 4                | 13               | 17               | 24               | 23               | 3  | 3                    | 6                    | 16                   |                      |                      |
| 2005-2006  | Flames de Calgary         | LNH        | 74  | 4                | 14               | 18               | 48               | 7                | 1  | 0                    | 1                    | 8                    |                      |                      |
| 2006-2007  | Flames de Calgary         | LNH        | 56  | 10               | 14               | 24               | 32               | 6                | 0  | 0                    | 0                    | 2                    |                      |                      |
| 2007-2008  | Flames de Calgary         | LNH        | 74  | 3                | 9                | 12               | 20               | 7                | 2  | 0                    | 2                    | 6                    |                      |                      |
| 2008-2009  | Bruins de Boston          | LNH        | 77  | 7                | 11               | 18               | 32               | 11               | 0  | 1                    | 1                    | 2                    |                      |                      |
| 2009-2010  | Hurricanes de la Caroline | LNH        | 59  | 4                | 3                | 7                | 28               | -                | -  | -                    | -                    | -                    |                      |                      |
| 2009-2010  | Avalanche du Colorado     | LNH        | 11  | 0                | 1                | 1                | 14               | 6                | 0  | 0                    | 0                    | 2                    |                      |                      |
| Totaux LNH | Totaux LNH                | Totaux LNH | 991 | 96               | 169              | 265              | 490              | 171              | 11 | 21                   | 32                   | 90                   |                      |                      |